# Oreomela milae
Oreomela milae es una especie de insecto coleóptero de la familia Chrysomelidae.
Fue descrita científicamente en 2007 por Lopatin.